# Stella Skopal
Stella Skopal ( Zagreb, 18. srpnja 1904. – Zagreb, 24. prosinca 1992.) bila je hrvatska keramičarka, kiparica i srednjoškolska nastavnica, židovskog podrijetla.

## Životopis

### Obrazovanje
Školovala se 1924. – 1928. na Kraljevskoj akademiji za umjetnost i obrt u Zagrebu, na kojoj su joj predavali Rudolf Valdec, Hinko Juhn, Ivo Kerdić, Frano Kršinić i dr. Keramičarsku vještinu specijalizirala je u Beču 1929. na Kunstgewerbe i 1933. – 1934. u privatnoj školi Herthe Bucher.

### Likovni početci
O likovnim početcima Stelle Skopal malo toga je poznato. Prema istraživanjima povjesničarke umjetnosti Marine Baričević, prvo značajnije djelo Skopalove datira iz 1927. kada je za središnju nišu u tada glasovitoj zagrebačkoj kavani Medulić, Skopalova postavila svoju koliko kompozicijski originalnu, toliko i zanatski zahtjevnu keramičku skulpturu ljubavnog para u muziciranju visoku 165 cm, oblikovanu na tragu likovnih iskustava njezina sveučilišnog profesora Hinka Juhna.

## Djela

### Kamini i peći
U razdoblju od 1927. do 1939. Skopalova je za stanove, palače i vile imućnijih Zagrepčana, većinom židovskog porijekla, u suradnji s arhitektima Mladenom Kauzlarićem, Zdenkom Strižićem i Stjepanom Gombošom izvela dvadesetak likovno vrlo zanimljivih kamina i peći oblikovanih pod uplivom Bauhausa i Art Decoa. Među njima se osobito ističe onaj s prikazom virtuozno modeliranih ženskih figura u plesu, u stanu Blühweiss u Domagojevoj ulici 2. Zanimljivo je naglasiti da je svaki od Skopaličinih kamina i peći posve različit, ni po čemu sličan ostalima.

### Nakit
Po mnogočemu pionirka, Stella Skopal 1938. kreira prvi keramički nakit u Hrvatskoj.

### Stolovi
U razdoblju između početka 1940-ih i sredine 1950-ih Skopalova oblikuje niz keramičkih stolova od kojih se do danas sačuvalo svega nekoliko. Grgo Gamulin je o tome zapisao: „Bio je to nov i čist „dizajn“, pročišćenih oblika, nepoznat i danas našoj javnosti i, nažalost, ostavljen bez zaštite.“

### Porculanske boce
Peto desetljeće 20. stoljeća zacijelo je najvažnije razdoblje u razvoju primijenjene umjetnosti u Hrvatskoj, osobito porculana i keramike.
Stvaralaštvo Stelle Skopal najbolji je primjer toga. U razdoblju između 1951. i 1956. uz stolove i druge uporabne predmete, ona modelira i svoje prve porculanske boce, koje se odlikuju osobitom profinjenošću i elegancijom minimalističkih konotacija.
Godine 1956. Skopalova započinje suradnju s tadašnjom Jugokeramikom (danas Inker) izrađujući modele prvih porculanskih boca za Maraskina žestoka pića, za koje je dobila niz pohvala, kako u zemlji, tako i u inozemstvu.

### Posude, zdjele, servisi, vaze, lampe, svijećnjaci i ostalo
Najveći dio svojeg umjetničkog opusa Skopalova je posvetila oblikovanju keramičkih predmeta za svakodnevnu uporabu: zdjela, ćupova, servisa, vrčeva, vaza, lampi, svijećnjaka, doza za duhan i sl. U kreiranju tih predmeta sretno i spretno je spajala keramičku tradiciju prapovijesnog i narodnog lončarstva s ukusom vremena, te zahtjevima i potrebama suvremenoga života, ali i vlastitim (ob)likovnim poimanjima. Stoga je Grgo Gamulin zaključio: „Stella Skopal učinila je tako konačan pomak: od funkcije i funkcionalne simulacije do čistog ukrasa, do dekorativnog govora oblika i boje, makar oni nešto i „pripovijedali“. Samo, simulirajući funkciju ili ne, i čak ispunjavajući je, zar su ovi keramički predmeti ikad nešto drugo i bili nego djela sa svojom nad – uporabnom i ne – svakidašnjom funkcijom koja je svojstvena umjetničkom djelu?“

### Dekorativna plastika
Balansirajući nerijetko tijekom svoje karijere između primijenjene i tzv. čiste umjetnosti, Stela Skopal je u nekoliko navrata tijekom svoje šezdesetogodišnje karijere dala prednost ovoj potonjoj. Najviše uspjeha u modeliranju dekorativne plastike malih dimenzija imala je u razdoblju između 1927. i 1937. Iz tog perioda valja istaći figuru Don Kihota u kojoj je, kako zapaža Marina Baričević, Skopalova pomirila Juhnovu ljupkost i Bezeredijevu grotesku, premda u minijaturnim omjerima. No zacijelo najvažnije do danas sačuvano djelo te faze Skopaličina umjetničkog razvoja su Djevojke koje sviraju, minijatura u secesijskom stilu, koja pripada seriji radova za koje je umjetnica dobila pregršt pohvala i u međunarodnim umjetničkim krugovima.

### Portreti i skulptura komornih dimenzija
Početkom Drugog svjetskog rata Stela Skopal zbog svojeg židovskog porijekla biva internirana u talijanski Treviso. Tu u tvornici Gabianelli nastavlja svoj keramičarski rad. Nakon kapitulacije Italije 1943. Skopalova bježi u Bari, gdje kao partizanka u savezničkoj vojnoj bolnici pomaže pri rehabilitaciji američkih ranjenika. Tu sljedeće godine nastaje njezin portret Glava crnca. Iste 1944. priključila se skupini Umjetnika partizana u Cozzanu gdje radi u miru veći dio godine. Potkraj 1944. nalazimo je u oblasnom Narodno-oslobodilačkom odboru za Dalmaciju. Tada nastaju njene male kompozicije patetične intonacije, tematski posvećene stradanjima koja je kiparica u velikoj mjeri osjetila i na vlastitoj koži. Marina Baričević međutim ističe da ti radovi predstavljaju zasebnu cjelinu unutar umjetničina opusa, te da nemaju nikakve vaze sa Skopaličinom skulpturom prije i poslije rata.

### Pedagoški rad
Po svršetku Drugog svjetskog rata Skopalova puna dva desetljeća (1945. – 1965.) radi kao nastavnica na Školi primijenjene umjetnosti u Zagrebu, gdje predaje modeliranje i kreiranje forme na lončarskome kolu. Stoga čitave generacije naših primijenjenih umjetnika svoje poznavanje keramičarske vještine zahvaljuju upravo Stelli Skopal, koja je mnogima od svojih učenika već za školovanja otvorila mogućnost suradnje i zaposlenja u domaćoj keramičkoj industriji. Stoga je njen doprinos našoj primijenjenoj umjetnosti doista neupitan i velik.

### Ostavština
Mnogi radovi Stelle Skopal netragom su nestali još za njezina života. Ono što je ostalo, danas čuvaju najznačajnije nacionalne institucije: Muzej za umjetnost i obrt, Hrvatski povijesni muzej, Hrvatsko narodno kazalište, Židovska općina u Zagrebu, Galerija umjetnina u Splitu, te brojni privatni kolekcionari.